# Joachim I (biskup turowski)
Joachim (zm. 1156) – prawosławny biskup turowski w latach 1144–1156.

## Życiorys
Joachim przyjął chirotonię biskupią w 1144. Dokument informujący o tym wydarzeniu jest równocześnie najstarszym źródłem pisanym dotyczącym eparchii turowsko-pińskiej, która jak przyjmuje Antoni Mironowicz (w ślad za metropolitą Makarym (Bułgakowem)) powstała w 1088. Trzy lata później Joachim brał udział w soborze biskupów metropolii kijowskiej, który wybrał na jej zwierzchnika Klemensa Smolatycza. Datę zakończenia sprawowania urzędu przez Joachima, a zatem prawdopodobnej śmierci, podaje Słowo o mnichu Marcinie, traktowane przez historyków Cerkwi jako wiarygodne świadectwo dotyczące początków eparchii turowskiej. Tytułowy bohater tekstu, mnich z Turowa, był kucharzem u czterech kolejnych biskupów turowskich, w tym u Joachima; zakończył on urzędowanie w 1156. Jeszcze w tym samym roku jego następcą został biskup Jerzy.